# Metapone
Metapone is een geslacht van vliesvleugelige insecten van de familie Mieren (Formicidae).

## Soorten
- M. bakeri Wheeler, W.M., 1916
- M. emersoni Gregg, 1958
- M. gracilis Wheeler, W.M., 1935
- M. greeni Forel, 1911
- M. hewitti Wheeler, W.M., 1919
- M. jacobsoni Crawley, 1924
- M. johni Karavaiev, 1933
- M. krombeini Smith, M.R., 1947
- M. leae Wheeler, W.M., 1919
- M. madagascarica Gregg, 1958
- M. mjobergi Forel, 1915
- M. nicobarensis Tiwari & Jonathan, 1986
- M. quadridentata Eguchi, 1998
- M. sauteri Forel, 1912
- M. tillyardi Wheeler, W.M., 1919
- M. tricolor McAreavey, 1949
- M. truki Smith, M.R., 1953
- M. vincimus Alpert, 2007